# Urbanización Calicanto
La urbanización Calicanto es un conjunto urbano ubicado en la avenida 19 de Abril con avenida José Casanova Godoy, en Maracay, municipio Girardot, estado Aragua.
La urbanización debe su nombre a un procedimiento de mampostería llamado Calicanto o Cal y canto, el cual es a base de cal y cantos rodados.

## Historia
Fue construida en la década de 1940 de acuerdo a rigurosas normas sanitarias y según planificación del doctor Arnoldo Gabaldón y su equipo técnico de malariología. Ocupa antiguos terrenos de la llamada Estación Experimental, un campo de ensayos agronómicos y lugar de paseo por sus jardines y especies vegetales, destruido y abandonado tras la muerte del general Juan Vicente Gómez.
Las casas de viviendas han sido progresivamente sustituidas por modernos edificios, pero substiten al menos una docena de quintas de interés arquitectónico, algunas de las cuales han sido rehabilitadas, principalmente con fines comerciales. En esta urbanización se localiza también la plaza de toros Maestranza César Girón, declarada Monumento Histórico Nacional en 1994.
En esa época se llamó urbanización Pancho Díaz, según se desprende del pedestal en piedra labrada de una fuente en forma de copa que estuvo ubicada frente a la mezquita oeste de la Maestranza hasta 1983, cuando fue desmontada y reubicada al lado de la mezquita norte.